# Illustrierter Beobachter
Der Illustrierte Beobachter war eine Wochen-Illustrierte der NSDAP und erschien von 1926 bis 1945 im Franz-Eher-Verlag in München.

## Geschichte
Für die ebenfalls ab 1926 und bis 1932 erschienenen NS-Wochenzeitung Der Eisenhammer mit dem Schriftleiter Heinrich Foerster diente der Beobachter zeitweilig als Beilage und wurde teils auch Illustrierte Eisenhammerbeilage genannt.
Nach der nationalsozialistischen Machtergreifung wurde Dietrich Loder im April 1933 Chefredakteur als Nachfolger von Hans Buchner.